# Alice Hechy

Alice Hechy um 1925 auf einer Fotografie von Alexander Binder

Alice Hechy (* 21. Juli 1893 in Anklam; † 26. Mai 1973 in Berlin) war eine deutsche Schauspielerin und Sängerin (Sopran).

## Leben
Ihr Geburtsname war Alice Scheel.
Sie erhielt eine Gesangsausbildung bei Ludwig Mantler und spielte als Alice Scheel-Hechy 1912 ihre erste Filmrolle. Ihre bedeutendste Darstellung in diesen Jahren war die der mechanischen Puppe Olympia in Richard Oswalds früher Kinoadaption der Oper Hoffmanns Erzählungen im Jahr 1916.
Erst dann begann Hechys Berliner Bühnenkarriere, zunächst am Lustspielhaus, dann am Theater in der Kommandantenstraße, am Neuen Theater am Zoo und am Theater in der Behrenstraße. In den 1920er und beginnenden 1930er Jahren war sie mehrfach Star der Revuen von Herman Haller. Gastspiele führten sie zu Revuen und Operetten nach Wien.
Beim Film erhielt sie ab 1925 nur noch kleinere Rollen.
1928 spielte sie neben Henny Porten in Carl Froelichs Film „Zuflucht“,
1930 war sie neben Paul Morgan, Max Hansen und dem Tenor Carl Jöken in dem Kabarett-Tonfilm Das Kabinett des Dr. Larifari zu sehen.
Sie sang im Rahmen von Liederabenden im Rundfunk und trat auf Kleinkunstbühnen auf. Am Theater in der Kaiserallee nahm sie 1945 nach längerer Zeit wieder ein Festengagement an, später agierte sie außer bei Gastspielreisen regelmäßig an der Neuen Deutschen Bühne der Jugend.
Alice Hechy machte Ende der 1920er Jahre Schallplattenaufnahmen, zum Teil mit namhaften Kollegen wie Paul Morgan und Leo Monosson, bei Homocord und Odeon.

## Filmografie
- 1912: Als Hexe verurteilt
- 1913: Ilse und die drei Freier
- 1913: Wenn Wunden heilen
- 1913: Problematische Naturen
- 1913: Das rote Pulver
- 1914: Der Mann im Keller
- 1914: Pauline
- 1914: Fräulein Piccolo
- 1914: Die Finsternis und ihr Eigentum
- 1915: Kammermusik (Mitwirkung unsicher)
- 1915: Teufelchen
- 1915: Zucker und Zimt
- 1916: Hoffmanns Erzählungen
- 1916: Dorritchens Vergnügungsreise
- 1918: Das Land der Sehnsucht
- 1921: Gesang des Goldes (Zpev zlata)
- 1921: Tobias Buntschuh
- 1922: Der Kampf ums Ich
- 1923: Wien, du Stadt der Lieder
- 1923: So sind die Männer
- 1923: Das alte Gesetz
- 1925: Die Puppe vom Lunapark
- 1925: Varieté
- 1926: Der rosa Diamant
- 1927: Gustav Mond … Du gehst so stille
- 1928: Der Kampf um den Mann (Batalla de damas)
- 1928: Zuflucht
- 1930: Das Mädel aus U.S.A.
- 1930: Das Kabinett des Dr. Larifari
- 1931: 1914, die letzten Tage vor dem Weltbrand
- 1935: Die selige Exzellenz
- 1938: Nanon
- 1958: Das gab’s nur einmal (als sie selbst)

## Tondokumente (Auswahl)
- Das geht nicht mehr so weiter! (Benatzky, Schanzer & Welisch) Parlophon B.12 130 (mx. 37 844) / Sei nur ein kleines bißchen verrückt nach mir! (Benatzky, Schanzer & Welisch) Parlophon B.12 130 (mx. 37 845), beide aus der Revueoperette „Die drei Musketiere“ („Spiel aus romantischer Zeit mit Musik von gestern und heute“, Uraufführung am 31. August 1929). Duett Alice Hechy und Paul Morgan, mit Klavier.
- Schlager-Salat, 1. Teil. Homocord (30cm) 4-9056-I (H – 2-53 090, Youtube)
- Schlager-Salat, 2. Teil. Homocord (30cm) 4-9056-II (H-2-53 091). Alice Hechy und Paul Morgan, mit Homocord-Orchester. (Youtube)
- Ein Besuch im Haus Vaterland (1. u. 2. Teil) mit Alice Hechy, Paul Morgan, Kurt Fuss u. Kapellen des Haus Vaterland. Electrola E.H.477 (mx. CLR 6151-2 u. 6152-2): Aufgenommen ca. April 1930. Wiederveröffentlicht in: Mel Gordon: Sündiges Berlin – Die zwanziger Jahre: Sex, Rausch, Untergang. Buch mit Audio-CD. 2011, ISBN 978-3-936878-22-6.[8]
- Sie hören jetzt… Schlagerpotpourri (Nico Dostal) 1. und 2. Teil. Tanz-Orchester Dajos Béla mit Gesang: Alice Hechy und Leo Frank [d. i. Monosson], “Four Admirals” und Chor. Odeon (30cm) O-6769 a (xxB 8508) und b (xxB 8509, Youtube)
- Mein Liebster muß Trompeter sein! Marsch-Foxtrot (Hans May, Text: Alex Flessburg) Tanz-Orchester Dajos Béla mit Gesang: Alice Hechy und Leo Frank [d. i. Monosson]. Odeon O-2924 b (Be 9025, Youtube)
- Mein Schatz ist ein Matrose. Marsch-Foxtrot (Herm. Leopoldi, Text: E.W.Spahn) Tanz-Orchester Dajos Béla mit Gesang: Alice Hechy u. Männerchor. Odeon O-2939 b (Be 9027, Youtube)
- Eine kleine Sehnsucht. Tango aus “Phaea” (TuM.: Friedrich Hollaender) Tanz-Orchester Dajos Béla mit Gesang: Alice Hechy und Leo Frank [d. i. Monosson]. Odeon O-11 275 a (Be 8994, Youtube)